# Менфи
Ме́нфи (итал. Menfi) — итальянская коммуна, относящаяся к провинции Агридженто административного региона Сицилия. Расположена в 70 км к юго-западу от Палермо и в 60 км северо-западнее Агридженто. Согласно переписи 2008 года, население составляет 12918 человек.
Город располагается в 3 км от южного берега Сицилии, между реками Беличе и Карбои. Основными достопримечательностями являются:
- Башня средневекового замка (итал. Torre Federiciana), построенного в 1238 году Фридрихом II для защиты от арабов.
- Кьеза Мадре (итал. Chiesa Madre, в переводе церковь (Бого)матери) — церковь XVIII века, разрушенная землетрясением в 1968 году, но позже вновь восстановленная.
- Церковь св. Иосифа, сооружённая в 1715 году.
- Остатки поселения железного века, обнаруженные в 1980-х годах за пределом города.

Покровителем города считается святой Антоний, празднества в честь которого проводятся ежегодно 13 июня.

## Города-побратимы
- Канелли, Италия, с 1997
- Чивилкой[исп.], Аргентина, с 1999
- Эттлинген, Германия, с 2004